# Nízhniaya Beranda
Nízhniaya Beranda (del ruso: Нижняя Беранда) es un microdistrito perteneciente al distrito de Lázarevskoye de la unidad municipal de la ciudad-balneario de Sochi del krai de Krasnodar del sur de Rusia. 
Está situado en la zona sureste del distrito, en las laderas de la orilla nordeste del mar Negro a la altura de las desembocaduras del río Beranda y el Detliashko. Al norte, siguiendo la costa, se halla Yákornaya Shchel y al sur Vardané

## Economía y transporte
La principal actividad económica de la localidad es el turismo, por su playa y los montes de sus alrededores.
La localidad cuenta con una plataforma ferroviaria (Sovjós) de la línea Tuapsé-Sujumi y la carretera federal M27, Dzhubga-frontera abjasa, que forma su eje principal este-oeste como calle Glávnaya, en la que se hallan las paradas de los autobuses que recorren el distrito.